# Barragem da Meimoa
A Barragem do Meimão, construída sobre o leito da ribeira da Meimoa, localiza-se nas freguesias de Meimoa, na margem direita, e de Meimão, ambas no Município de Penamacor, Distrito de Castelo Branco, em Portugal. É uma barragem de aterro de terra zonada.
As barragens do Meimão e Sabugal fornecem água para o aproveitamento hidroagrícola da Cova da Beira. O circuito hidráulico Sabugal-Meimão faz a interligação das duas albufeiras. Uma central hidroeléctrica permite rentabilizar o desnível de 220 m existente entre as duas albufeiras.